# گئورگ اوسکانیان
گئورگ اوسکانیان (ارمنی: Գևորգ Ոսկանյան؛ زاده ۲۲ مارس ۱۹۲۳ - درگذشته ۱۵ دسامبر ۱۹۶۸) نقاش، طراح صحنه، بازیگر اهل ارمنستان بود. وی بین سال‌های ۱۹۵۲ تا ۱۹۶۸ میلادی فعالیت می‌کرد.

## زندگی‌نامه
وی در ۲۲ مارس ۱۹۲۳ در آشتاراک در به دنیا آمد . وی همچنین برنده جوایزی همچون نقاش شایسته ارمنستان شوروی (۱۹۶۷) و مدال نقره (۱۹۶۷ و ۱۹۷۵) شد. وی در ۱۵ دسامبر ۱۹۶۸ در سن ۴۵ سالگی در آشتاراک درگذشت.
آثار برجسته
- پاییز Աշուն
- زمستان در دره آرتاراک Ձմեռը Արտարակի ձորում
- آرارات Արարատ
- کوه آرایی Արայի լեռ
- سلاح سپوی Սեփոյի գյոլը
- نمازخانه Մատուռ

## نگارخانه

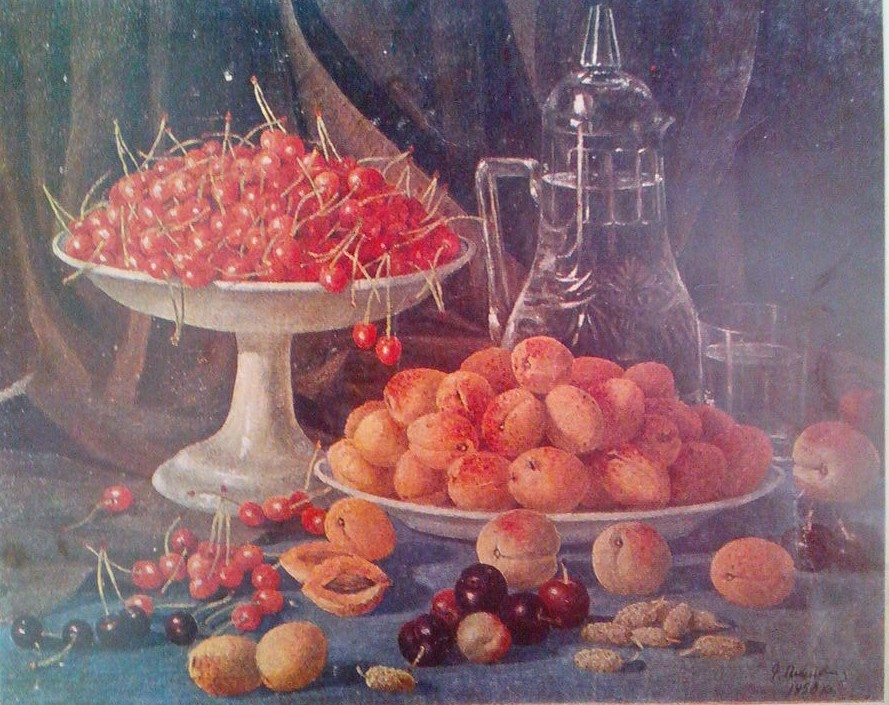